# Polemik
Polemik [pɵˈlɛmɪks] er den praksis at disputere eller betvivle betydningsfulde og vidt omfattende emner, eksempelvis religiøse, filosofiske, politiske eller videnskabelige emner. En polemisk tekst er ofte skrevet specifikt for at disputere et synspunkt eller en teori, der generelt opfattes som normativ.
Antonym til en sådan polemisk behandling af et emne er en apologi.

## Etymologi
Ordet kommer fra græsk polemikos (πολεμικος), som betyder "krigerisk, fjendtlig",
(krigskunst eller adjektivisering af krig)
Platon giver navnet Polemarchus til en af karaktererne i dialogen Staten som et virkemiddel til at starte en etisk debat.

## Forskning
En engelsk onlinesamling "Pamfletter og polemik: pamfletter som en guide til kontroverser i det 17.-19. århundrede" giver et indblik i den tids polemiske retorik.
Polemik har også en tradition i den kristeligt-religiøse teologi, som i dag mest vedrører historien om ecclesiastiske kontroverser (polemikker).

## Moderne brug
Dengang injurieloven ikke var så streng, var polemisk journalistik almindelig i det kontinentale Europa (ikke England).
Eksempler på helt nutidige polemiske emner er f.eks. i retsmedicin vurderingen af, om kiselalger kan bruges til at fastslå druknedød som antemortem. I sexualmedicin er forudsigelsen af recidivitet for en person, der har været dømt for sexovergreb, polemisk, enten gennem en klinisk eller en statistisk tilgang.